# エアフォースワン

ロナルド・レーガン大統領夫妻を乗せたVC-137

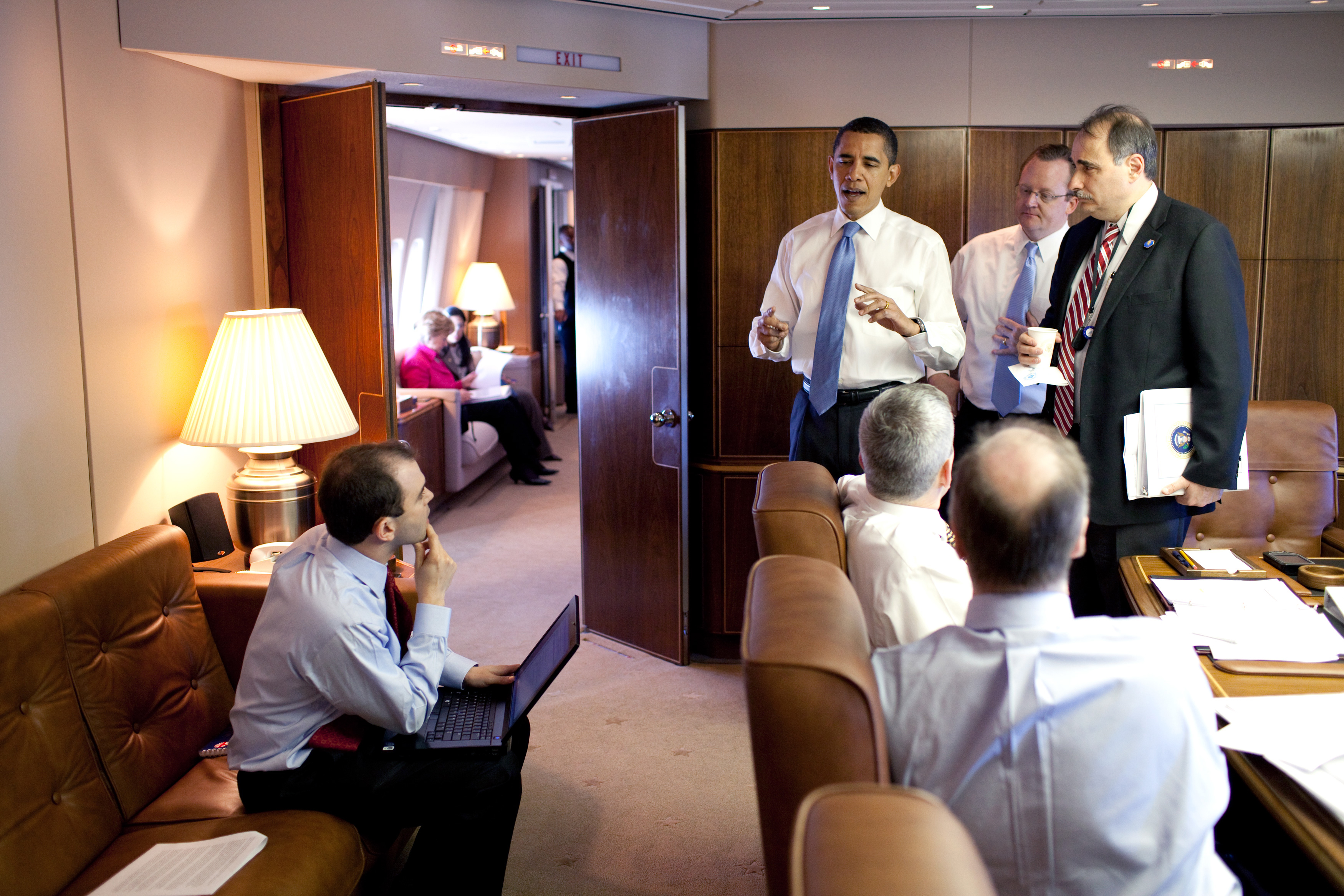
VC-25内部。カンファレンス・ルームでの一コマ。立っている人物のうち左端がバラク・オバマ大統領

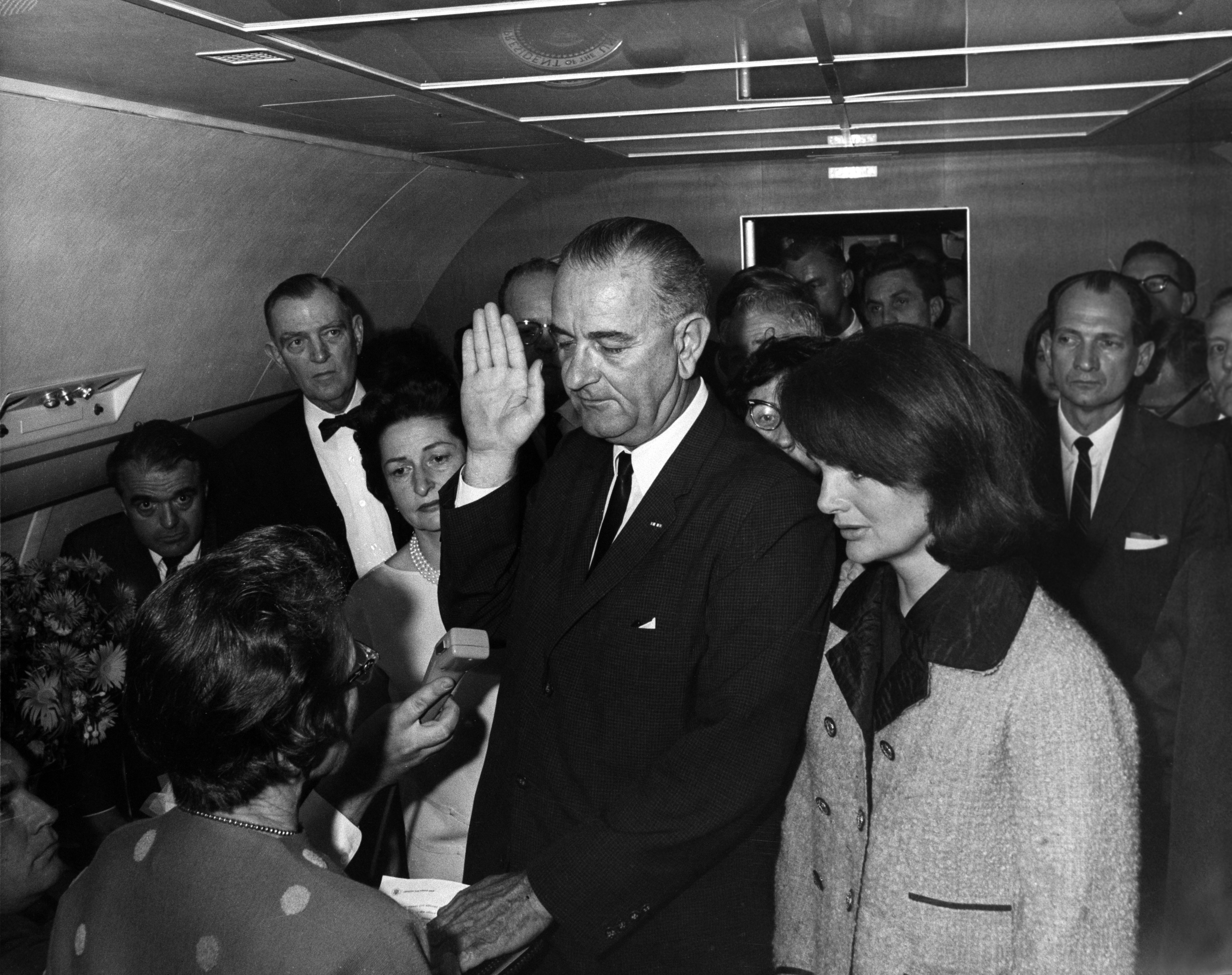
ケネディ大統領暗殺事件で、急遽エアフォースワンの内部で執り行われたリンドン・ジョンソンの大統領就任宣誓。機内で行われた唯一の例である

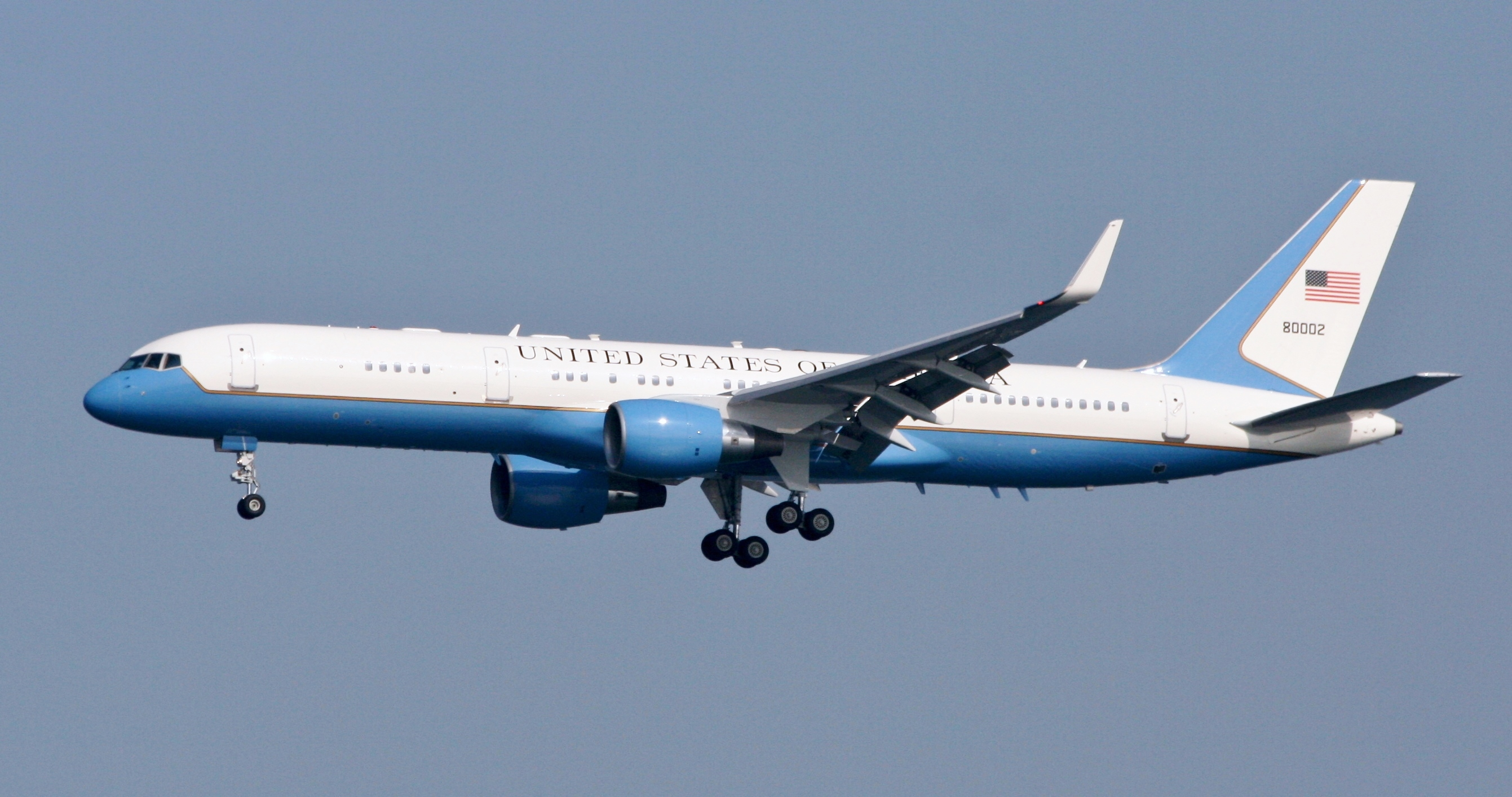
エアフォースツーとして運用されているC-32、空港や整備などの事情でC-32をエアフォースワンとして使用する場合もある。

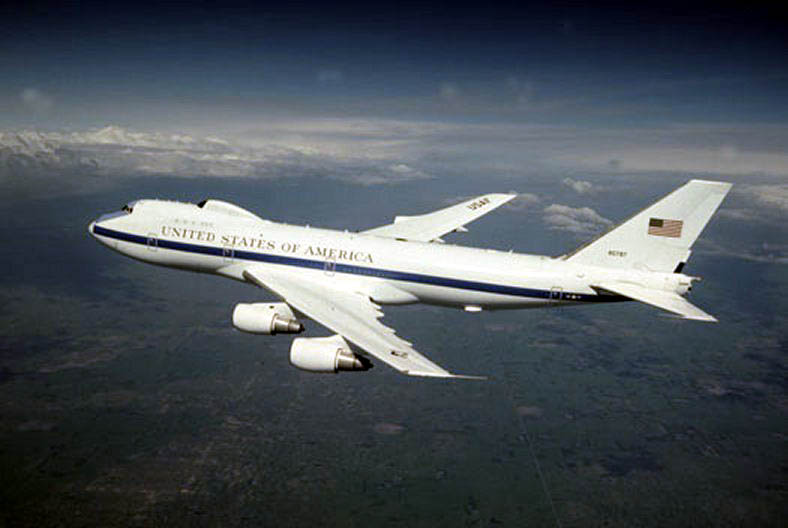
E-4B ナイトウォッチ。

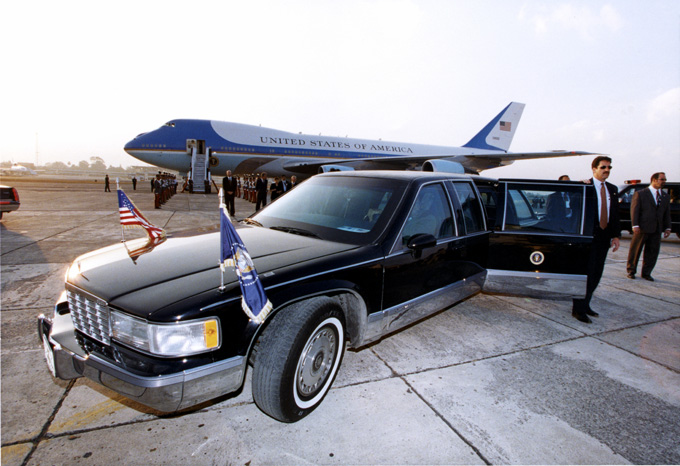
エアフォースワンと大統領専用車とシークレットサービス。

エアフォースワン（英語: Air Force One）は、アメリカ合衆国大統領が搭乗した際にアメリカ空軍機が使用するコールサイン。大統領が搭乗していない時はその機体がアメリカ合衆国大統領専用機であっても、このコールサインは使われない。航空交通管制においてアメリカ大統領搭乗機を明確にする目的で用いられる（例えば、大統領の任期が飛行中に終了した時は条件を満たさないのでコールサインは変更される。）。
1959年以前は、その時々のミッションナンバーで呼ばれていたため他の機と似通ったナンバーになり混同されることがあった。

## 定義

### 『エアフォースワン』の定義
正確には大統領専用機のほか戦闘機・軍用輸送機を問わず、アメリカ空軍（USエアフォース）の航空機に大統領が搭乗すればその搭乗機のコールサインに「エアフォースワン」を用いる規則になっている。また、空軍以外に所属する航空機に大統領が搭乗した場合は、所属組織の名前に「ワン」を付けたコールサイン（海兵隊の「マリーンワン」など）が使用される（詳細はアメリカ合衆国大統領の輸送#航空機を参照）。
航空管制以外の場面で「エアフォースワン」と言った場合、1990年以前はボーイング707を改造したVC-137、それ以降はボーイング747を改造したVC-25そのものを指していることもある。これらの機体は星条旗マークを掲げ、「UNITED STATES OF AMERICA」と表記され、専用の塗装が施されていることが広く知られた大統領専用機であり、運用上も頻繁にエアフォースワンのコールサインを与えられることから来た誤解ではあるが、外遊先や米国内を問わず、メディアでも機体そのものをエアフォースワンと呼称する例は多い。大統領専用機であることを秘匿したい場合は、「エンジェル」などの偽装コールサインも使われる。実例として、2008年にジョージ・W・ブッシュがイラクを電撃訪問した際には、セキュリティ対策として飛行計画を偽装し、ビジネス機に見せかけて行動していた。
核戦争に備えエアフォースワンには必ず国家空中作戦センターとしての機能を持つE-4B ナイトウォッチが随行しており、有事の際に大統領が搭乗すれば、こちらが「エアフォースワン」のコールサインを使用する機体となる。

### 副大統領の場合
副大統領が搭乗した場合のコールサインは「エアフォーストゥー」になる。なお、副大統領が単独で移動する場合、現在はボーイング757の派生型であるC-32が充てられることが多い。事件や事故によって大統領と副大統領が同時に失われる事態を防ぐため、通常は同じ目的地に移動する際も別の飛行機に乗るようになっている。

## 歴史

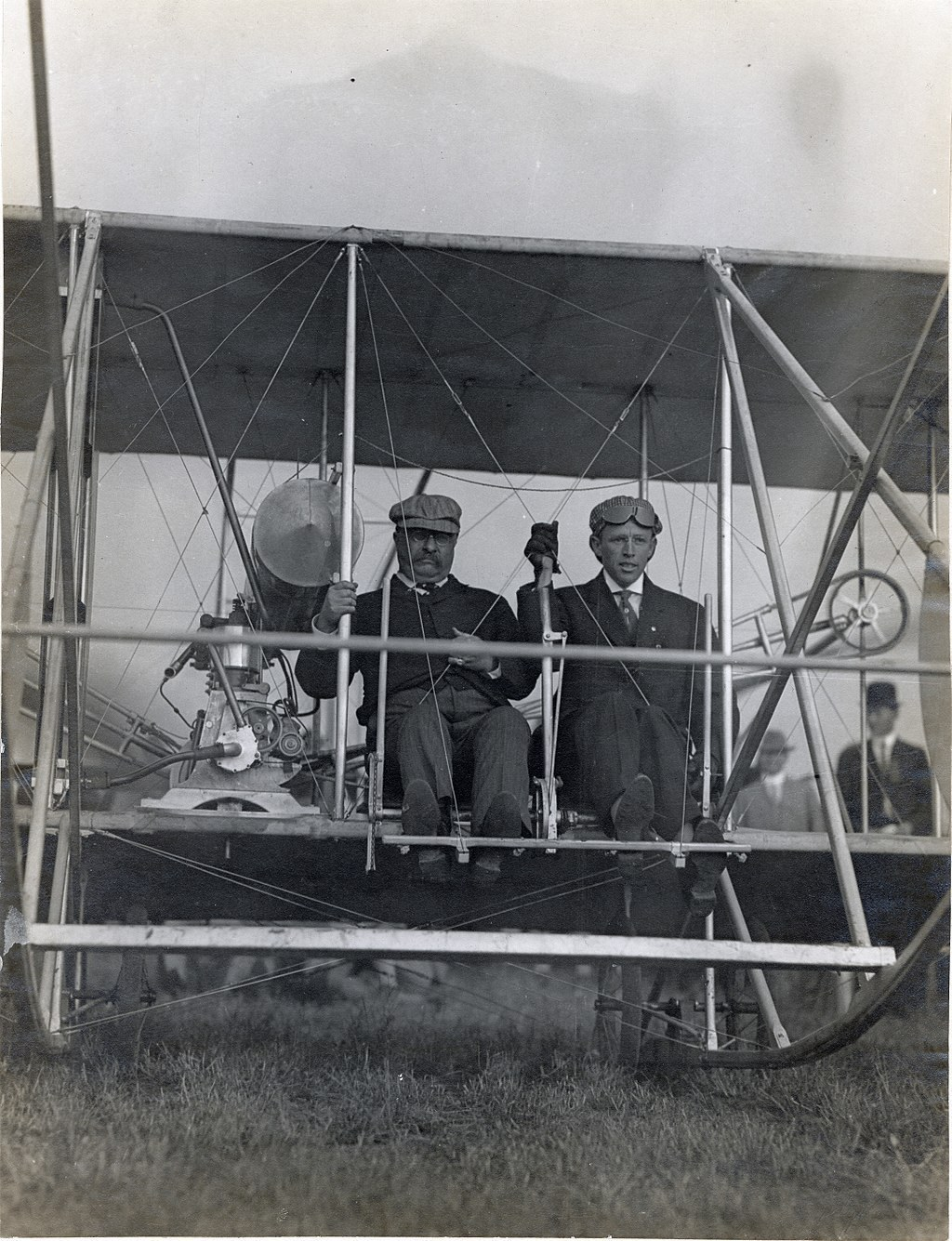
飛行前のセオドア・ルーズベルト元大統領と パイロットのArch Hoxsey

### 導入前の歴史
1903年12月17日、ライト兄弟が世界で初めて有人動力飛行を成功させた。
そして1910年10月11日、既に大統領職をウィリアム・タフトに引き継いでいたセオドア・ルーズベルト元大統領が、現在のランバート・セントルイス国際空港で行われたカウンティ―フェアで初期型のライトフライヤー号による短時間飛行を行った。これが大統領の航空機による旅の始まりだった。
第二次世界大戦以前は、大統領が海や山を越えるような旅行を行う事は稀であった。無線通信と交通手段の不足によって長距離旅行は非現実的なもので、大統領が遠くの国に旅行する必要があった場合、鉄道が最も安全で信頼性の高い選択であった。
1930年代後半になり、ダグラス DC-3などの実用的な航空機が登場し、リーズナブルな旅行手段としてアメリカの旅客数が増えた。信頼性が高まるとともに、商業目的の旅客や政府関係者の利用も増えていった。

### 大統領専用機の導入
任期中に初めて航空機に乗った大統領はフランクリン・ルーズベルトである。大統領旅行のために特別に取得された最初の航空機は、1933年に引き渡されたダグラス ドルフィン水陸両用飛行機で、アメリカ海軍によってRD-2として設計され、ワシントンD.C.アナコスティア海軍基地(en)に配備された。この飛行機には、4人の乗客の為に贅沢な内装と、小型のセパレート睡眠用客室が施されていた。航空機は、1933年から1939年にかけて、大統領輸送の任に付いていた。しかし、実際に大統領がこの航空機に搭乗したという記録はない。
第二次世界大戦中、ルーズベルト大統領は1943年のカサブランカ会談に参加する為、パンアメリカン航空が所有するボーイング314飛行艇 Dixie Clipperに乗って、8,890 kmを飛行している。大西洋でのドイツ潜水艦の脅威は、要人の大西洋横断手段としての空の旅を最適なものとした。

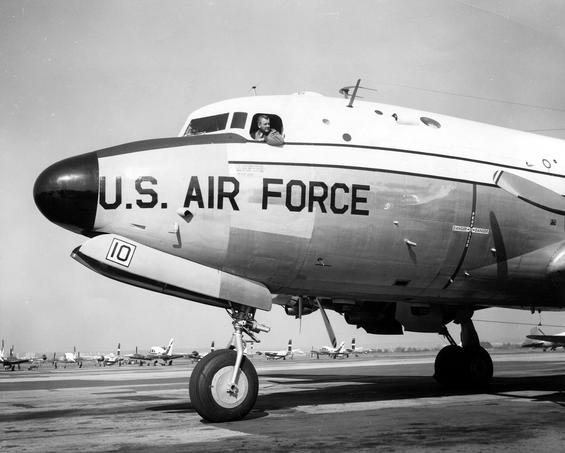
フランクリン・ルーズベルト大統領の "the Sacred Cow"（聖なる牛）と愛称が付けられた ダグラス C-54

大統領の移動を商業航空会社に頼る事に対する懸念から、アメリカ空軍司令部は軍用機の転換を総司令命令として発令した。選ばれたのはC-87A シリアルナンバー41-24159 の機体で、1943年にルーズベルト大統領の海外渡航のための大統領使用機「Guess Where II 」へと特別に改装された。
これが受け入れられれば最初の大統領執務に使用される機体、いわゆる大統領専用機になるはずであったが、シークレットサービスが就役中のC-87の議論のある安全性に関する記録を精査した後で「Guess Where II 」を大統領の移動に使用することをきっぱりと断った。C-87はB-24リベレイター爆撃機の改造機であったため、訪問先への攻撃的な印象を与えかねないため大統領は使用しなかったが、他の政権上層部の移動には利用されたようである。「Guess Where II 」はエレノア・ルーズベルトの数度のラテンアメリカ諸国への慈善旅行に使用された。C-87は1945年にスクラップにされた。
その後シークレットサービスは、大統領専用機としてダグラス C-54を再設計した。the Sacred Cowというニックネームを付けられたVC-54Cには、無線電話、寝室、そして大統領就任前に患ったポリオによって車椅子で移動しているルーズベルト大統領の為に、開閉式のエレベーターが設えられた。そして、1945年2月のヤルタ会談に出席するルーズベルト大統領を乗せ、最初で最後になるミッションを行った。

### 1940年代‐1950年代

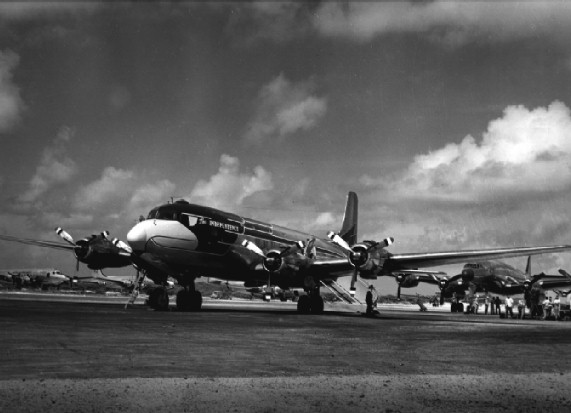
The VC-118 Independence

ヤルタ会談から数か月後も経たない1945年4月にルーズベルト大統領が脳卒中で亡くなり、副大統領であったハリー・S・トルーマンが大統領を引き継いだ。1947年の国家安全保障法（National Security Act 1947）は、トルーマンがVC-54Cの機上で署名した。1947年、大統領専用機は、ダグラス DC-6（空軍向けのC-118 Liftmaster）を改造したVC-118 Independence（トルーマンの故郷の名前から）が引き継いだ。これは大統領専用機としての役割を果たす2番目の航空機で、先頭部分のペイントは白頭鷲を模している。
『エアフォースワン』のコールサインの使用は、ドワイト・D・アイゼンハワー政権で決まった。この決定は、1953年に大統領専用機（Air Force 8610）と同じコールサインを持っていたイースタン航空の商用飛行機（8610）が、同じ空域に入り混乱が生じた事件によるもので、重複の無い専用コールサインが設定された。エアフォースワンとしての最初の公式飛行は、アイゼンハワー政権下の1959年に大統領専用機 Columbine II に対して使用された。

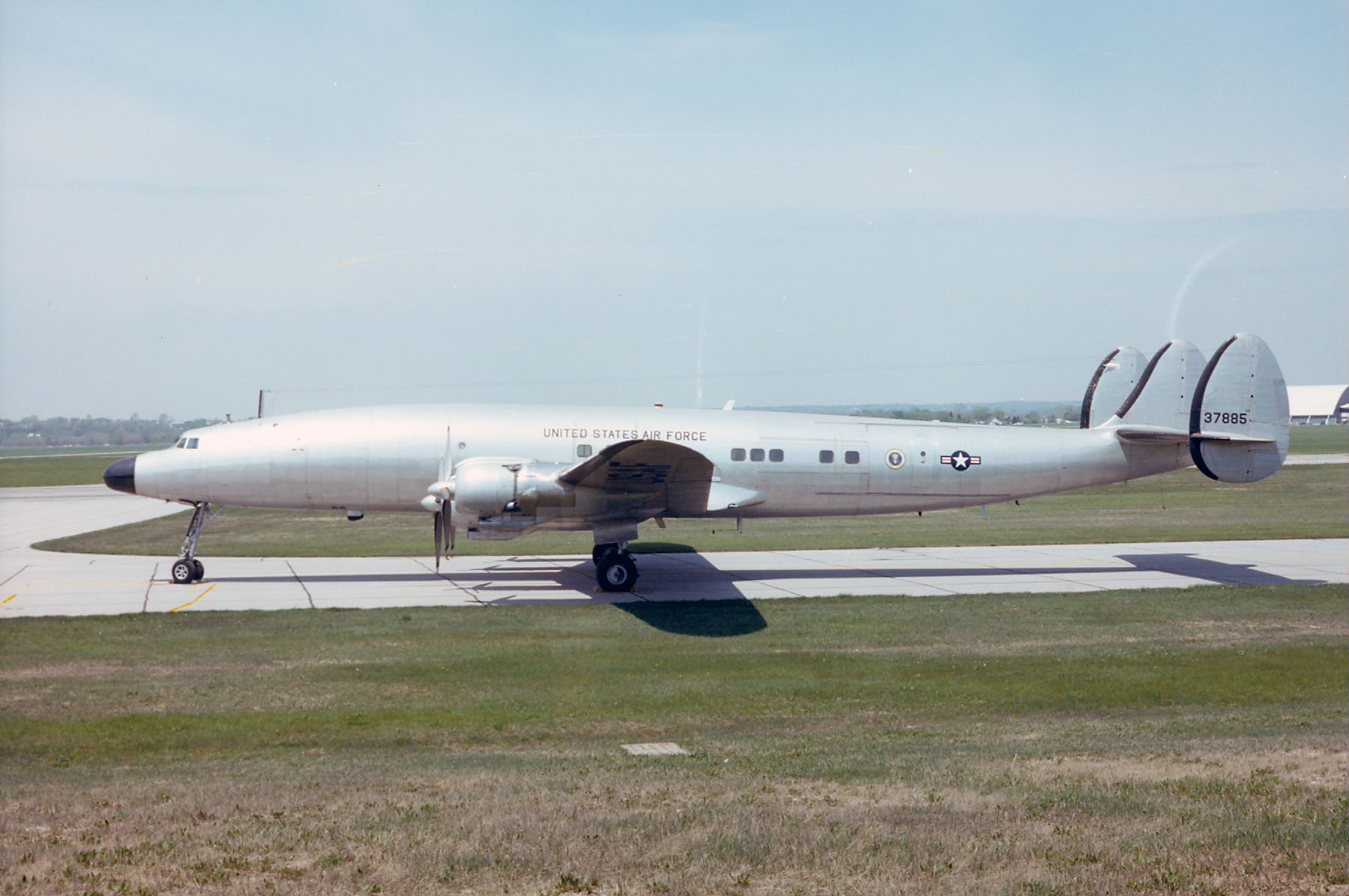
アイゼンハワー大統領が使用した VC-121 Columbine III

アイゼンハワーは、プロペラ4発機を使用することにした。ロッキード コンステレーションの軍用機（C-121）を改造した Columbine II (VC-121A 48-610)、Columbine III (VC-121E 53-7885) が使用された。Columbineの名称は、ファーストレディーのマミー・アイゼンハワーによるもので、彼女の出身州であるコロラド州の花（Columbine、和名：ソライロオダマキ）から命名された。また、2機のエアロコマンダーが加えられ、エアフォースワンの最小サイズの区分が設けられた。

### Boeing 707とジェットの時代の始まり

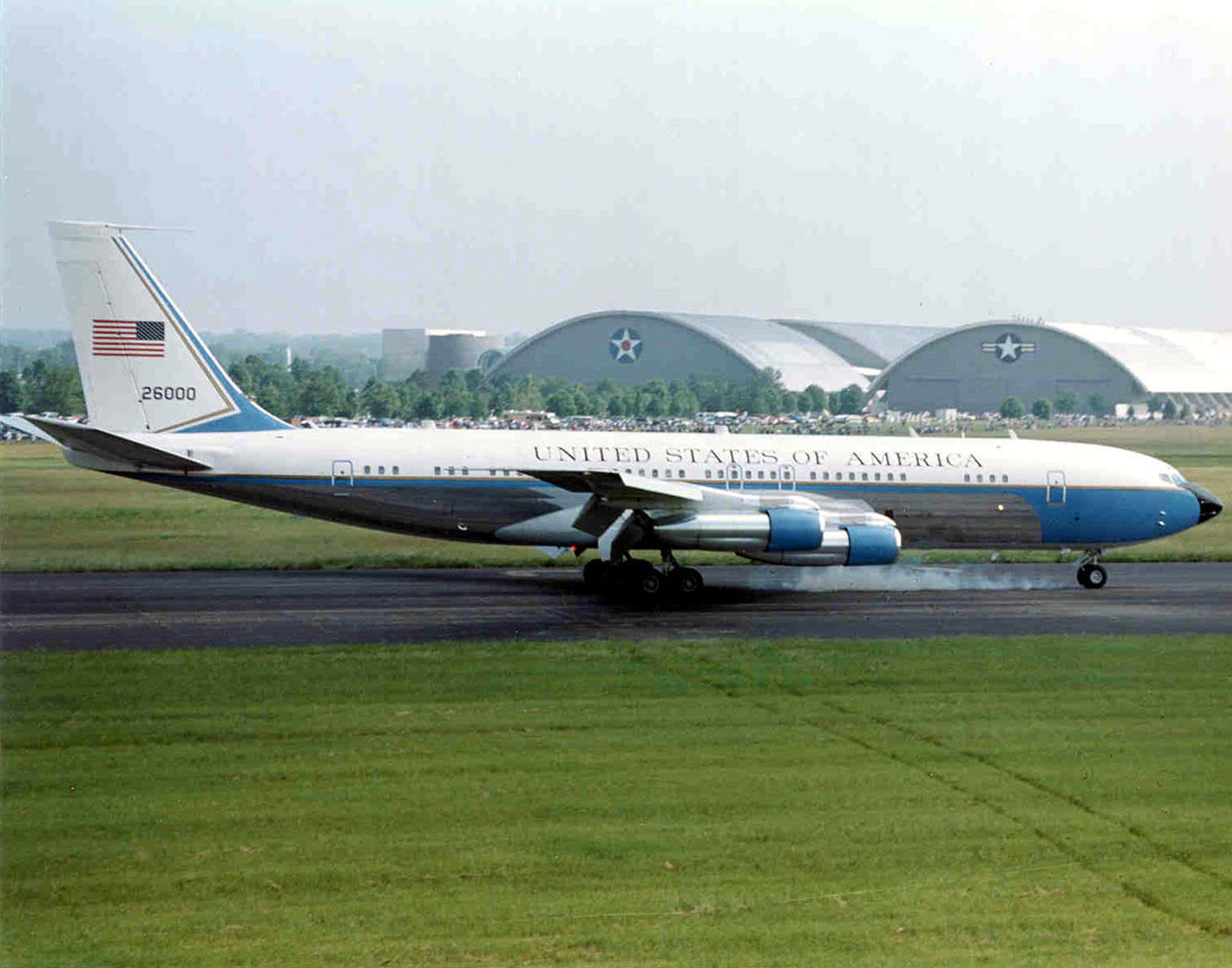
SAM 26000は、ケネディ35代大統領からクリントン42代大統領の時代まで使用された。

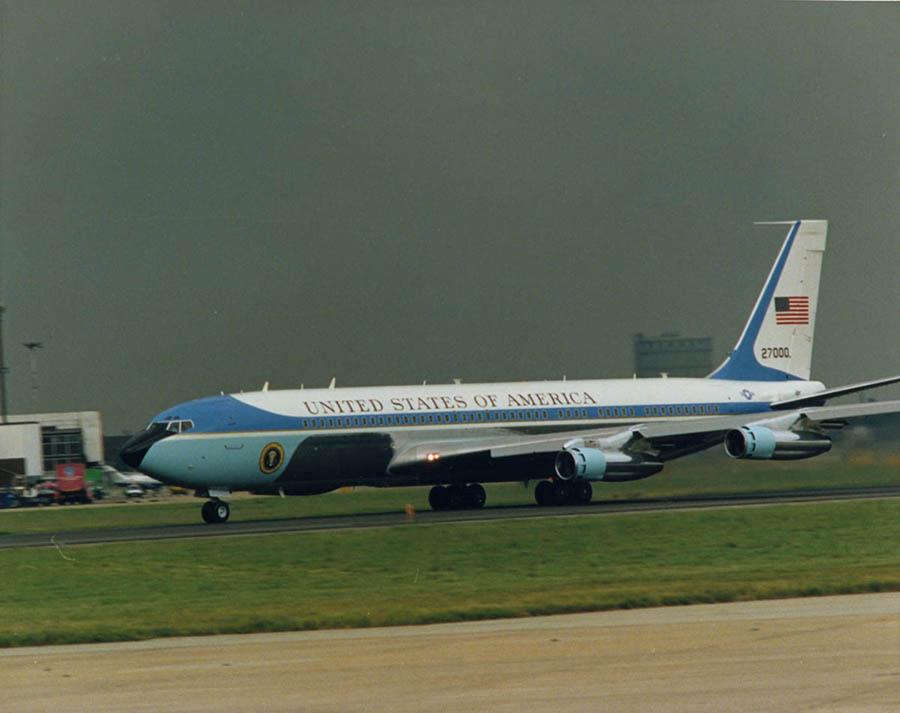
SAM 27000は、37代目のニクソン大統領から43代目のジョージ・W・ブッシュ大統領まで使用された。

1958年のアイゼンハワーの任期の終わりに、空軍は3機のボーイング707ジェット機（VC-137として設計された物で、大統領非搭乗時のコールサインはSAM 970,971,972。SAMはSpecial Air Missionの略）を加えた。アイゼンハワーは、エアフォースワンのジェット機を最初に使うことになった大統領となった。
SAM 26000
1962年10月、アメリカ空軍は、Boeing 707の空軍向け長距離仕様機ボーイングC-137ストラトライナーを改造したSAM 26000を購入した。
1998年1月、ウィラード空港で立ち往生したエアフォースワンの代替機として本機にビル・クリントン大統領が搭乗した。
同年5月、SAM 26000は退役し国立アメリカ空軍博物館に移された。
SAM 27000
1972年12月に、SAM 26000は、VC-137のSAM 27000と交代したが、最終的には1998年の退役までバックアップとして保管された。

### Boeing 747-200
ロナルド・レーガン政権下で、ボーイング747を使ったVC-25Aを2機発注し、1986年に完成、1987年に初飛行したが、核爆発によって発生する電磁パルス（EMP）対策の追加仕様変更によって納期が遅れ、1990年に最初の1機が引き渡されることとなった。
この2機の大統領非搭乗時のコールサインは、テールナンバーにちなみ「SAM28000」、「SAM29000」が使用される。

### Boeing 747-8
従来のVC-25Aの老朽化と費用対効果の悪化により、更新される。2015年1月28日に、空軍は後継機としてボーイング747-8を2021年頃に導入する事を発表した。
-8は従来機より1機多い3機体制となる予定である。当初は3機とも新造機となる予定だったが、このうち2機は、ドナルド・トランプが要求した購入費用の削減策として、経営破綻で引き渡されずにボーイングが保管していたトランスアエロ航空向け機材2機（シリアルナンバー42416・42417）を改修する方針に変更された。この2機の購入費用は、改造費込で39億ドル（日本円換算で約4200億円）となり、当初の試算より10億ドル以上軽減された。-8ベースのエアフォース・ワンへの改修は2020年3月に開始され、運用は2024年に始まる予定であったが、コロナ禍で遅れていた製造工程がさらに遅れ2026年まで遅れる可能性が出てきた。747-200ベースのVC-25Aと比較し、全長・全幅ともに大きく、最速かつ最長距離を航行できる機体である。

## 実機
展示機

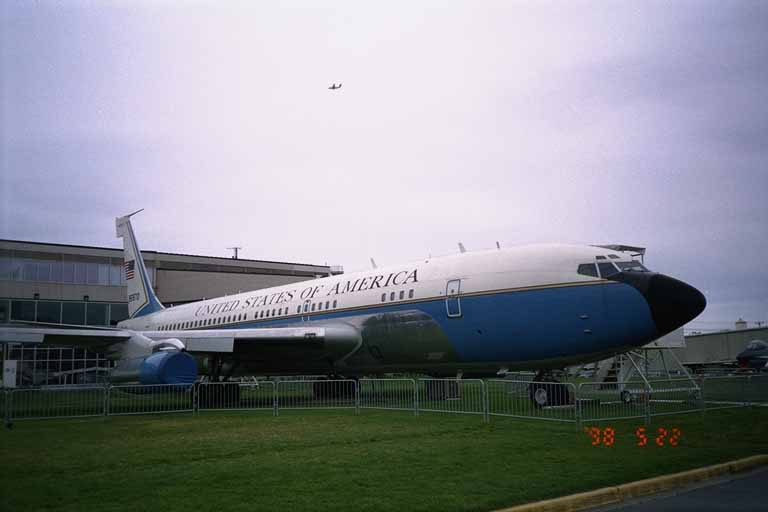
シアトルに展示されているVC-137B/SAM-970(B707-120)。

退役した空軍大統領専用機の主要な機体は、オハイオ州国立アメリカ空軍博物館、そしてワシントン州シアトル航空博物館に展示されている。最初のジェット版専用機Special Air Missions 970（機体はボーイング707-120）は同館から貸し出されてボーイングの博物館に展示中。SAM 27000はカリフォルニア州シミバレーにあるロナルド・レーガン・プレジデンシャル・ライブラリーに展示されている。
ケネディが使っていた VC-118A Liftmaster は、アリゾナ州ピマ・エアー & スペース・ミュージアムに展示されている。
リンドン・B・ジョンソン歴史公園には、リンドン・B・ジョンソンが使用していたロッキード ジェットスターが展示されている。ジョンソンが持っていた牧場には滑走路があったが大きな飛行機は止められなかったので、小型のジェットスターで近くのバーグストロム空軍基地まで移動して他の大きな機体に乗り換えていた。
レーガンとクリントンが使用していたダグラスC-9は、キャッスル航空博物館に展示されている。

## セキュリティ
詳細な装備については、それぞれの機体のページを参照の事。
脱出ポッド
映画などで脱出ポッドやパラシュートデッキが描写されることがあるが、実機に装備された例は無い。
対電磁パルス防御
電子機器には核兵器の爆発で生じる電磁パルスへの対策が施されている。
攻撃に対する各種防御装置
対空ミサイル攻撃に対する防御手段として、ミサイル警報装置や赤外線誘導ミサイルの誘導を妨害する赤外線対抗手段（略称：IRCM、例：フレアや、AN/ALQ-204 Matador、AN/AAQ-24 ネメシスなど）、レーダーを妨害するチャフなどを装備する。
随伴機
「Doomsday plane」の通称もあるE-4B ナイトウォッチが帯同する。空中指揮所としてアメリカ軍に戦略レベルの指示を出すことができる。
民間空路に過剰な制限をかけないよう配慮しているため、戦闘機などの護衛が随行するのは稀である。9.11テロ後には護衛機が随伴する様子が見られた。緊急の護衛が必要な状況に陥った場合は、対応可能な空軍基地から軍用機が駆け付ける。不当に接近する航空機に対しては、警告の上で撃墜するなりの対応をとる。
飛行制限
飛行中のエアフォースワンの周囲では離着陸や接近が制限される。飛行制限の情報は事前に告知され、接近した場合は警告が行われ、警告に従わない場合は戦闘機により撃墜が行われる。接近した航空機のパイロットには取り調べが行われる。
また到着地でも大規模な入場制限が行われる。但し2022年5月22日に第46代大統領ジョー・バイデンが横田基地に到着した際、横田基地では「横田基地日米友好祭」が開催されていたが、友好祭の実施区画と警備区画を分ける事で一般客の目の前で着陸させる事が可能となった。

## 管理
主としてワシントンD.Cに最も近いアンドルーズ空軍基地を本拠地とし、第89空輸航空団が整備等の管理を行っている。
歴史
1944年、航空輸送司令部（ATC）はワシントン国際空港に第503陸軍航空軍ベースユニット（503rd AAF Base Unit、通称：Brass Hat Squadron、Brass Hatは「高級将校、大物」の意）を創設、VIPの移動を割り当てた。Sacred Cow、1947年からはインディペンデンスの運用を行った。
1950年10月から1966年1月までは、整備等は同基地所属の第1254航空輸送団が行っていたが、1966年1月8日に第89空輸航空団に任務と人員等を引き継いだ。

## ドキュメンタリー番組
『シークレット・アクセス：AIR FORCE ONE』
ヒストリーチャンネルにて2008年に制作。
第89空輸航空団のクルーらと共に2008年2月15日-21日のアフリカ歴訪での運航に密着。どのように運航されているかのプロセスを紹介。途中ではブッシュ大統領自らが機内を案内する。
取材中、タンザニアで火山の噴火に遭遇。ブリティッシュ・エアウェイズ9便と同じトラブルを回避するシーンが盛り込まれている。
『On Board Air Force One』
ナショナルジオグラフィックチャンネルにて2009年に制作。
第89空輸航空団の主要クルーや整備士、取材当時現職だったブッシュ大統領へのインタビューを交え、2001年9月11日のフライトや、2003年11月感謝祭での極秘フライト、ブッシュ政権最後の中東歴訪での運航、バラク・オバマ初搭乗までを密着した、ドキュメンタリー番組。
これらの番組制作にあたり、ホワイトハウスや国防総省からの特別な許可を得て、機内コックピットや通信室などの撮影を敢行している。
『Inside Air Force One Secrets Of The Presidential Plane』
チャンネル5にて2019年に制作。
VC-25を初めとした大統領専用機の歴史を紹介するほか、ブッシュ大統領が2008年にイラクを電撃訪問した際の機長へのインタビューなどもある。